# Dele Adeleye
Dele Adeleye (Lagos, 25 dicembre 1988) è un ex calciatore nigeriano, di ruolo difensore.

## Carriera

### Nazionale
Dopo una finale persa nei Mondiali Under-20 del 2005, nel 2008 ha vinto una medaglia d'argento ai Giochi Olimpici; in seguito ha anche partecipato ai Mondiali del 2010.

## Palmarès

### Nazionale
- Argento olimpico: 1

Pechino 2008